# Isonychia serrata
Isonychia serrata är en dagsländeart som beskrevs av Jay R. Traver 1932. Isonychia serrata ingår i släktet Isonychia och familjen Isonychiidae. Inga underarter finns listade i Catalogue of Life.